# Mesechinus
Mesechinus és un gènere d'eriçons originaris de l'estepa centreasiàtica de Rússia, Mongòlia i la Xina. El gènere conté cinc espècies, que són les següents:
- Eriçó del Gobi (M. dauuricus)
- Eriçó de Hugh (M. hughi)
- M. miodon
- M. orientalis
- M. wangi